# The Rising Rocket
The Rising Rocket ist eine Indie-Band aus Stuttgart.
Die 4-köpfige Band gründete sich 2004 unter dem Namen Pocket Rocket, benannte sich aber 2008 wegen eines Rechtsstreites in The Rising Rocket um. Seit Januar 2012 tritt die Band nur noch als Trio auf.

## Geschichte
2004: Die Band wird von Benni, Simon, Manu und Philip als Pocket Rocket gegründet.
2006: Die Band (noch unter dem Namen Pocket Rocket) produziert ihre Debüt-CD „Where Can We Go?“. Das Quartett ist Finalteilnehmer beim weltweit größten Newcomer-Festival Emergenza. Im Herbst begleitet ein US-Fernsehteam die Jungs für die Reportage Project My World, welche mehrmals vor Millionenpublikum gesendet wurde.
2007: Ein deutscher TV-Sender dreht 2 Pilotsendungen von der UfA. Die Band spielt den Titelsong der Produktion. Ihre Debüt-CD verkauft sich über 1.000 mal.
2008: Nach einem Rechtsstreit mit einer gleichnamigen Band aus Österreich wird aus Pocket Rocket THE RISING ROCKET.
2009: The Rising Rocket geht als Finalist der Coca Cola Soundwave Discovery Tour 2009 hervor. Sie supporten für Razorlight, Silbermond und haben erste Auftritte bei Rock am Ring, Hurricane, Highfield, Melt!, Bochum Total und dem Brandenburger Tor vor über 1 Mio. Leute. Im Sommer starten die 4 Jungs einen Kurztrip nach Schweden und lernen Ronald Bood, Produzent von Mando Diao, Shout Out Louds und Sugerplum Fairy, kennen.
2010: Ronald Bood unterstützt die Band und lädt sie zu Aufnahmen nach Stockholm ein. Im Herbst beginnen die Jungs eine Promotour durch ganz Deutschland.
2011: Andreas Ehret (Andy) ist neuer Bassist der Band. The Rising Rocket geht auf Festivaltour mit dem Coke Sound Up-Truck. Im September veröffentlicht die Band ihr Debüt-Album „Colours of Stockholm“ auf Headspin-Rec.
2012: Bassist Andy Ehret verlässt die Band. Die Band tritt fortan nur noch als Trio auf.

## Stil
Der Musikstil von The Rising Rocket wird beeinflusst durch Bands wie The Living End, Franz Ferdinand und Mando Diao. Außerdem nennen die Jungs Itchy Poopzkid, The Jerks und weitere Künstler aus der Independent-Szene als ihre Vorbilder.
Ihr Stil bewegt sich von singbaren Melodien bis hin zu tanzbaren Rock ’n’ Roll mit schwedischem Charakter.

## Diskografie
EPs
- 2006: Where Can We Go? (als Pocket Rocket)
- 2008: Bright Lights (als The Rising Rocket)

Alben
- 2011: Colours of Stockholm (Headspin Rec.)